# مدرسه سید قلیچ ایشان
مدرسه علمیه سید قلیچ ایشان یک حوزه علمیه اهل سنت است که در سال ۱۲۲۱ ه‍.ق توسط سید قلیچ ایشان و با کمک مالی پادشاه عثمانی در روستای کریم ایشان در ۴۲ کیلومتری شمال شرق شهر کلاله ساخته شد. این مدرسه اولین حوزه علمیه ترکمن‌های ایران است و در تاریخ ۱۰ آبان ۱۳۵۴ با شمارهٔ ثبت ۱۱۲۴ به‌عنوان یکی از آثار ملی ایران به ثبت رسیده است.
این مدرسه در شرقی‌ترین قسمت استان گلستان قرار گرفته و اکنون در شهرستان مراوه‌تپه واقع شده‌است.